# Georg Wieland
Georg Wieland (* 8. März 1937 in Prechlau) ist ein deutscher Philosoph und katholischer Theologe.

## Leben und Wirken
In Walberberg, Köln und Bochum studierte er Philosophie, Theologie und Geschichte. In Köln wurde er aktives Mitglied der katholischen Studentenverbindung K.St.V. Winfridia Köln im KV. Im Jahr 1969 wurde Wieland promoviert mit der Dissertation Seinsbegriff im Metaphysikkommentar Alberts des Großen und arbeitete anschließend fünf Jahre an der Edition Maimonides Latinus, die von der Deutschen Forschungsgemeinschaft gefördert wurde.
Als Wissenschaftlicher Assistent an der Universität Bonn (1974–1983)  habilitierte er sich 1979 im Fach Philosophie, wurde 1983 ordentlicher Professor für Philosophie an der Fernuniversität Hagen und  im gleichen Jahr ordentlicher Professor an der Theologischen Fakultät Trier. 1988 folgte er dem Ruf als Professor für Philosophische Grundfragen der Theologie an die Katholisch-Theologische Fakultät der Eberhard-Karls-Universität Tübingen. Dort war er Dekan und Vorsitzender der Professorenversammlung. Von 1995 bis 1999 war er Prorektor der Universität Tübingen, Sprecher des Graduiertenkollegs „Ars und scientia im Mittelalter und in der frühen Neuzeit“, das er mitinitiierte. Er war Vorsitzender (ständiger Gast) im Beirat des forum scientiarum. Im Februar 2002 leitete er die Tübinger Podiumsdiskussion zur Tübinger Troja-Debatte.
Schwerpunkte seiner wissenschaftlichen Arbeit sind Ethik, Fragen des Verhältnisses von Philosophie und Theologie und mittelalterliche Philosophie. Ihm wurde 2009 das Verdienstkreuz am Bande der Bundesrepublik Deutschland verliehen.

## Schriften (Auswahl)
- Untersuchungen zum Seinsbegriff im Metaphysikkommentar Alberts des Großen, 1972, 2. Aufl., 1992
- Ethica – Scientia practica. Die Anfänge der philosophischen Ethik im 13. Jahrhundert, 1981
- Zwischen Vernunft und Natur. Alberts des Großen Lehre vom Menschen, 1999